# Góis Calmon
Francisco Marques de Góis Calmon (Salvador, 6 de novembro de 1874 — Salvador, 29 de janeiro de 1932). Foi um banqueiro de investimentos,  advogado e político brasileiro. filho do almirante da marinha imperial e chefe político Antônio Calmon Du Pin e Almeida e de Maria dos Prazeres da Cunha Góis Membro de uma das mais tradicionais famílias da Bahia, integrante da açucarocracia local, foi sobrinho neto do Marquês de Abrantes e irmão do engenheiro Miguel Calmon du Pin e Almeida, ministro nos governos Afonso Pena (1906-1910) e Artur Bernardes (1922-1926). Foi governador da Bahia entre 1924 e 1928.

## Formação
Em 1880, aos seis anos de idade, Góis Calmon iniciou os estudos primários com a professora Vitalina Santos, na Largo de Nazareth, em Salvador. Em seguida, mudou-se para uma escola na Barra, onde permaneceu até 1882, transferindo-se finalmente o antigo e conhecido Colégio Florêncio. Um ano depois, atendendo aparentemente aos seus desejos, os seus pais o transferiram para o Colégio Sete de Setembro, no distrito da Piedade, ainda na capital baiana. Em 1885, em companhia do tio e pai adotivo Inocêncio Marques de Araújo Góis Júnior, então deputado geral do Império, mudou-se para o Rio de Janeiro, onde cursou, no Colégio do antigo educado baiano, Abílio Cesar Borges o Barão de Macaúbas, que para ali se transferira e era um dos melhores estabelecimentos de instrução do Rio de Janeiro, então capital do país. Inocêncio Marques, que nunca teve filhos, adotou Góis Calmon e, com a anuência dos seus país, deu-lhe o sobrenome. Anos mais tarde, no primeiro ano de seu governo (1924), Góis Calmon prepararia em Salvador festas em homenagem ao centenário do Barão de Macaúbas. Foi na escola do Barão de Macaúbas que Góis Calmon indicou os seus estudos em geografa, francês, aritmética, história natural, geometria, prosseguindo no latim e no português. Ao retornar com o tio em 1887 para a Bahia, retomou os estudos no Colégio Sete de Setembro. Góis Calmon completou os estudos em humanidade em 1890. 
Em abril do ano seguinte, matriculou-se no primeiro ano jurídico da Faculdade de Direito de Recife. Um ano mais tarde, Góis Calmon, em companhia de seus colegas, dentre eles o futuro vice-presidente da República, senador e governador de Pernambuco, Estácio Coimbra, integrou um movimento acadêmico de solidariedade ao professor de Economia Política e Finanças da Faculdade J. J. Seabra, então alvo da perseguição política do Governo Floriano Peixoto. Em 1894, concluiu o curso de Direito.

## Atuação profissional
Mais tarde, o sobrinho herdaria ainda Os pais de Góis Calmon, tendo uma prole ampla, decidiram doar Góis Calmon, ainda criança, ao tio Inocêncio Marques de Araújo Góis, por este ainda não possuir filhos. Do tio, importante político do Império, Góis Calmon herdou o sobrenome, o gosto por obras de arte e antiguidades e a banca de advogado, em Salvador. Tendo estudo o primário no Colégio Florêncio, Góis Calmon mudou-se 1891 para Pernambuco (província presidia três anos antes pelo pai adotivo) e matriculou-se na Faculdade de Direito do Recife. Ainda como estudante, participou, ao lado do colega e futuro político Estácio Coimbra do movimento dos acadêmicos em  solidariedade ao baiano J. J. Seabra, professor da instituição e alvo da perseguição política do governo Floriano Peixoto. Depois de concluir o curso de Direito em 1894, Góis Calmon  retornou à capital baiana e foi nomeado, no ano seguinte, professor substituto de Cronografia e História do Brasil, no Ginásio da Bahia, então o único instituto de ensino secundário do estado. 
Ao longo de sua vida, até 1924 (quando se torna governador do estado), destacou-se como um importante advogado atuante principalmente nos meios comerciais e empresariais de Salvador. Já em abril 1897, o ministro da Fazenda Bernardindo de Campos nomeia-o fiscal do governo do Estado junto ao Banco da Bahia. Num relatório que produziu nessa época, demonstra sensibilidade para  problema da imigração estrangeira, apontado como empecilhos principais a falta de crédito agrícola e a alta taxa de juros. 
Em 1908, quando o seu irmão era ministro da Agriculta, Góis Calmon foi encarregado pela poderosa Associação Comercial do Estado da Bahia, órgão da classe comercial de Salvador, de encaminhar ao governo federal um pedido de auxílio para remediar o problema da alta de numerário na praça da Bahia. Em 1910, Góis Calmon prestou os seus serviços reorganizando o Banco Econômico da Bahia, então em franca expansão. Em parte graças ao sucesso que alcançou, tornou-se, nove anos depois, presidente da instituição. 
Contava-se já com o declínio de J. J. Seabra quando Góis Calmon é lançado seu candidato. Graças a adesões inesperadas e de última hora, dentre as quais conta-se a do dr. Deocleciano Teixeira, pai do célebre pedagogo Anísio Teixeira, Calmon é eleito.
Seu governo foi inovador, no sentido de ter procurado montar um secretariado composto, em sua grande maioria, de jovens expoentes, que tinham se destacado na vida acadêmica - como o próprio Anísio, que ocupa a pasta de diretor-geral de ensino (equivalente a secretário de educação), Nestor Duarte, na agricultura, e muitos outros.